# 哈维·F·洛迪什
哈维·F·洛迪什（英語：Harvey F. Lodish，1941年11月16日—）是一位美国分子生物学和细胞生物学家，麻省理工学院教授，是著名教材《分子细胞生物学》（Molecular Cell Biology）的主编。